# Vega (cráter)
Vega es un erosionado cráter de impacto que se encuentra en la parte sureste de la cara visible de la Luna, por lo tanto se puede observar desde la Tierra. A menos de un diámetro del cráter al este-sureste se halla Peirescius, ligeramente más pequeño. Y a poco más de diámetro y medio al oeste aparece el largo Vallis Rheita. La edad estimada del cráter es de 69-70 millones de años.
Este cráter ha sido desgastado y erosionado por una sucesión de impactos. Vega B se encuentra sobre la parte sur del suelo, junto a la pared interior. El lado este-noreste del borde está cubierto por un pareja combinada de pequeños cráteres. Un grupo de pequeños impactos se encuentra en el borde noroeste. El resto del brocal exterior aparece con un perfil redondeado, con numerosas pequeñas marcas. El suelo interior de la parte sur está parcialmente recubierto por la muralla exterior de Vega B. El resto del suelo carece de rasgos destacables, excepto unos diminutos cráteres.
Este cráter debe su nombre al matemático esloveno Jurij Bartolomej Vega (Georg Freiherr von Vega en alemán).

## Cráteres satélite
Por convención estos elementos son identificados en los mapas lunares poniendo la letra en el lado del punto medio del cráter que está más cercano a Vega.
|      | \| Vega \| Coordenadas \| Diámetro \| \| ---- \| ----------------------------- \| -------- \| \| A \| 47°12′S 65°18′E / -47.2, 65.3 \| 12 km \| \| B \| 46°12′S 63°30′E / -46.2, 63.5 \| 30 km \| \| C \| 45°12′S 64°48′E / -45.2, 64.8 \| 21 km \| \| D \| 44°42′S 64°18′E / -44.7, 64.3 \| 25 km \| \| G \| 44°24′S 62°24′E / -44.4, 62.4 \| 11 km \| \| H \| 44°30′S 60°06′E / -44.5, 60.1 \| 6 km \| \| J \| 45°36′S 59°54′E / -45.6, 59.9 \| 19 km \| |          |
| Vega | Coordenadas | Diámetro |
| A    | 47°12′S 65°18′E / -47.2, 65.3 | 12 km    |
| B    | 46°12′S 63°30′E / -46.2, 63.5 | 30 km    |
| C    | 45°12′S 64°48′E / -45.2, 64.8 | 21 km    |
| D    | 44°42′S 64°18′E / -44.7, 64.3 | 25 km    |
| G    | 44°24′S 62°24′E / -44.4, 62.4 | 11 km    |
| H    | 44°30′S 60°06′E / -44.5, 60.1 | 6 km     |
| J    | 45°36′S 59°54′E / -45.6, 59.9 | 19 km    |